# Arkadiusz Indraszczyk
Arkadiusz Indraszczyk – polski historyk, politolog, dr hab. nauk społecznych, profesor uczelni Instytutu Nauk o Polityce i Administracji Wydziału Nauk Społecznych Uniwersytetu  w Siedlcach. Od 2020 r. dyrektor Instytutu Nauk o Polityce i Administracji Uniwersytetu w Siedlcach. 

## Życiorys
W 1999 r. ukończył historię na Uniwersytecie im. Adama Mickiewicza, w 2004 r. doktoryzował się na podstawie pracy zatytułowanej Adam Bień (1899-1998) - działalność społeczna i polityczna, której promotorem był prof. Piotr Matusak, w 2014 r. otrzymał na Uniwersytecie Marii Curie-Skłodowskiej stopień doktora habilitowanego nauk o polityce za pracę Polski ruch ludowy wobec integracji europejskiej. 
Był profesorem nadzwyczajnym w Instytucie Nauk Społecznych i Bezpieczeństwa na Wydziale Humanistycznym Uniwersytetu Przyrodniczo-Humanistycznego w Siedlcach.
Jest profesorem uczelni w Instytucie Nauk o Polityce i Administracji na Wydziale Nauk Społecznych Uniwersytetu Przyrodniczego i Humanistycznego w Siedlcach, sekretarzem zarządu Ludowego Towarzystwa Naukowo-Kulturalnego, członkiem Siedleckiego Towarzystwa Naukowego, oraz starszym kustoszem Muzeum Historii Polskiego Ruchu Ludowego.